# Bahnstrecke Rosch haAjin–Ariel
Die Bahnstrecke Rosch haʿAjin–Ariel ist ein Stadtbahn-Projekt in Israel und der Westbank.

## Geografische Lage
Die Strecke soll von Rosch haʿAjin an der Ostbahn ausgehen und es mit der östlich gelegenen Stadt Ariel in der Westbank verbinden. Dabei berührt sie eine Reihe weiterer Siedlungszentren, Gewerbe- und Industriegebiete.

## Geschichte
Das Projekt war bereits als Vollbahn in einem Masterplan für die Entwicklung des israelischen Eisenbahnnetzes aus dem Jahr 1997 vorgesehen, wurde dann aber nicht umgesetzt. Im März 2018 wurde es vom israelischen Verkehrsminister Israel Katz wieder betrieben. Hauptgrund ist die katastrophale Verkehrssituation auf der Straße im Großraum Tel Aviv. Dort verbringen die Menschen jährlich etwa 277 Millionen Personenstunden im Verkehrsstau. Die Kosten dafür werden mit 673 Millionen Euro beziffert. Das Projekt soll jetzt in der vom Aufwand her verminderten und schneller zu verwirklichenden Version einer Stadtbahn umgesetzt werden. Das ist nicht unumstritten, weil dann Güterverkehr auf der Strecke nicht möglich ist. Das Ministerium hat den Planungsauftrag an Israel Roads Ltd. vergeben, die auch die Bahnstrecke Haifa–Beit Scheʾan und die Bahnstrecke Akko–Karmiʾel geplant haben. Problematisch ist, dass ein erheblicher Teil der Trasse in der Westbank, nach internationalem Recht also in besetztem Gebiet liegt.

## Technische Parameter
Die Strecke soll in Normalspur, mit einer maximalen Steigung von 30 ‰ und einem minimalen Kurvenradius von 400 m gebaut werden. Diskutiert werden drei unterschiedliche Trassenvarianten, die sich vor allem hinsichtlich des Anschlusses von Rosch haʿAjin und der Durchleitung der Strecke durch Petach Tikwa unterscheiden:
- Variante A: Die Anbindung erfolgt im Nordbahnhof von Rosch haʿAjin und die Strecke wird 29 km lang.
- Variante B: Direkte Anbindung von Rosch haʿAjin, ohne direkte Einführung in den Nordbahnhof, der nur über eine Verbindungskurve angeschlossen wird, dafür aber der Anschluss zusätzlicher Siedlungszentren. Dabei wird die Strecke 35,5 km lang.
- Variante C: Südlichere Trassierung im Bereich von Petach Tikwa und Rosch haʿAjin (mehrere Varianten sind im Gespräch), aber ein westliches Ende an der Endstation der Roten Linie des künftigen Danqal-Stadtbahnsystems im Gusch Dan. Diese Variante wäre 34 km lang.